# Chrysophtharta ambigua
Chrysophtharta ambigua es un insecto coleóptero de la familia Chrysomelidae.
Fue descrita científicamente en 2003 por Daccordi.